# Пьетро (кардинал)
Пьетро (Pietro) — католический церковный деятель XII века. На консистории 1188 года был провозглашен кардиналом-священником с титулом церкви Сан-Пьетро-ин-Винколи. В июне 1188 года вместе с кардиналом Джордано де Чеккано был послан в качестве папского легата во Францию и Германию. Одной из их задач были переговоры о коронации Генриха IV. После этого он отправился с инспекцией в диозцезы Хальберштадт, Бремена и Корвей. Участвовал в выборах папы 1191 года (Целестин III).